# 大阪戦争
大阪戦争（おおさかせんそう）は、1975年7月26日から1978年11月1日に掛けて大阪府周辺で起きた三代目山口組と二代目松田組との抗争事件。

## ジュテーム事件
1950年代後半以降、小松島抗争、明友会事件、夜桜銀次事件等の抗争を通して神戸から日本全国に侵攻した山口組を支えていた組織力と経済力は、警察の「第一次頂上作戦」によって大きな打撃を受けていた。
1975年7月26日深夜、豊中市の喫茶店「ジュテーム」において松田組系溝口組の集団が、先にいた溝口組幹部と面談中の山口組系佐々木組（組長・佐々木道雄）の組員3人を射殺、1人に重傷を負わせた。この背景には佐々木組内徳本組の構成員が大阪キタにある溝口組の賭場で起こしたトラブル（嫌がらせ）があったとされる。
この佐々木組と溝口組の衝突は、一旦は和解しかけるも決裂。同年8月23日に松田組幹部の自宅に銃弾が打ち込まれた直後、佐々木組の本家である神戸の山口組本部に銃撃が行われたことで大阪周辺の山口組勢力も参戦する結果となった。この後9月3日には大阪市南区（後の中央区）の山口組系中西組（組長・中西一男）の組員が松田組系村田組の大日本正義団組員に射殺されている。
この混乱に山口組の組長・田岡一雄は傘下の組織に自重するよう厳命したとされる。

## 日本橋事件
抗争は一時沈静化していたが、翌年の1976年10月3日に大阪日本橋筋商店街で大日本正義団の会長・吉田芳弘（当時36歳）が、待たせていた車のドアを開けようとしたところ、近寄ってきた佐々木組組員2人組が拳銃を3発発射、全て胸に着弾して吉田は15分後に死亡した。また、逃亡する犯人を大日本正義団組員が追跡して発砲、こちらは命中せずに組員は警察に逮捕された。白昼の繁華街の発砲事件は、社会に大きな反響をもたらした。
佐々木組から前年3名の死者を出していることへの報復だった。すぐに松田組側から報復が行われると警戒されたが、そのまま何事もなく1年以上の時が過ぎた。
こうして山口組と松田組の対立が深まり、冷戦状態になる中で、突如起こったのがベラミ事件である。

## ベラミ事件
日本橋事件から1年9ヶ月後の1978年7月11日、山口組組長の田岡一雄は、京都市太秦の東映撮影所を訪れた帰りに京阪三条駅前のクラブ「ベラミ」を訪れた。この時、田岡が「ベラミ」を時々訪れる情報を事前に掴み、1ヶ月ほど前から通いつめて待ち伏せていた大日本正義団幹部・鳴海清によって田岡は狙撃された。
凶弾は田岡の首に命中して貫通銃創となり、奇跡的に一命を取り留めたが、当時すでに巨大組織となっていた山口組のトップが命の危険に晒され、流れ弾で関係のない医師2人が重傷を負った銃撃事件は社会に大きな衝撃を与えた。
報復は直ちに開始され、事件後数時間のうちに（結果としてベラミ事件に関与していない）敵対組織に銃弾が撃ち込まれる事件が発生した。

## 山口組の報復と抗争終結
このベラミ事件は山口組若頭・山本健一の怒りに火をつけた。鳴海を追跡する一方で、山本は容赦のない攻撃指令を出した。報復は山本率いる山健組を中心に、宅見組（組長・宅見勝）などが参加した。
同年8月17日から10月24日にかけて公衆浴場や松田組幹部自宅、路上といった場所でも無差別に松田組系組員を次々7人以上を射殺した。田岡を狙撃した鳴海は9月17日に六甲山の山中で、激しい暴行を加えられたことが明らかな状態の他殺体となって発見されたが、真犯人の判らぬまま1993年に時効となった。
松田組との手打ちさえ望まない山本健一は、11月1日に報道陣を神戸の田岡邸に招いて一方的に抗争終結を宣言。松田組も終結宣言を大阪府警に提出し、大阪戦争は終結した。

## 大阪戦争後と、その影響
- 山口組は第一次頂上作戦以降薄れていた、その強さと威信を再び内外に見せつけることになった。
- 持病により元々体調の悪かった山本健一は保釈を取り消され、再び収監される身となり、肝臓病を悪化させたことで1982年にこの世を去った。この事は後に山口組の4代目争いを引き起こし、混乱と分裂（山一抗争）を招く遠因となった。
- 松田組は「松田連合」に改称して組織建て直しを図ったものの、傘下組織の相次ぐ離脱などにより勢力が激減し1983年5月25日に解散した。大日本正義団は波谷組傘下となって存続したが、1990年に山波抗争により波谷組が事実上解体したのを受けて同年12月に解散した。
- 大阪戦争における松田組への襲撃事件の実行犯及び首謀者の多く（盛力健児・懲役16年、井上邦雄・懲役17年など）は、長期の懲役刑に服した。彼らは山一抗争終結後に出所し、五代目・渡辺芳則組長の元で幹部に抜擢されていった。